# Deadly Class
Deadly Class – amerykańska seria komiksowa stworzona przez scenarzystę Ricka Remendera i zilustrowana przez Wesleya Craiga, ukazująca się w formie miesięcznika od stycznia 2014 do października 2022 nakładem wydawnictwa Image Comics. Po polsku opublikowało ją wydawnictwo Non Stop Comics.
Na podstawie Deadly Class powstał serial telewizyjny Szkoła zabójców, emitowany od 16 stycznia 2019 przez stację SyFy. Serial został anulowany po pierwszym sezonie.

## Fabuła
Utrzymana w konwencji thrillera akcja serii rozpoczyna się w 1987 roku i opowiada o Marcusie Lopezie Arguello, nastoletnim chłopcu, który po śmierci rodziców, pozbawiony opieki, trafia do szkoły dla młodocianych zabójców. Żyjąc w atmosferze ciągłego ryzyka, nawiązuje pierwsze przyjaźnie i odkrywa miłość.

## Tomy zbiorcze
| Tom | Tytuł i rok wydania polskiego           | Tytuł i rok wydania oryginalnego | Zawartość           |
| --- | --------------------------------------- | -------------------------------- | ------------------- |
| 1   | Reagan Youth (2019)                     | Reagan Youth (2014)              | Deadly Class #1–6   |
| 2   | Dzieci Czarnej Dziury (2019)            | Kids of the Black Hole (2015)    | Deadly Class #7–11  |
| 3   | Wężowisko (2019)                        | Snake Pit (2015)                 | Deadly Class #12–16 |
| 4   | Umrzyj za mnie (2020)                   | Die for Me (2016)                | Deadly Class #17–21 |
| 5   | Karuzela (2021)                         | Carousel (2017)                  | Deadly Class #22–26 |
| 6   | To jeszcze nie koniec (2021)            | This Is Not the End (2017)       | Deadly Class #27–31 |
| 7   | Miłość jak krew (2021)                  | Love Like Blood (2018)           | Deadly Class #32–35 |
| 8   | Nigdy nie wracaj (2022)                 | Never Go Back (2019)             | Deadly Class #36–39 |
| 9   | Maszynka do kości (2022)                | Bone Machine (2020)              | Deadly Class #40–44 |
| 10  | Ratujcie swoje pokolenie (2023)         | Save Your Generation (2021)      | Deadly Class #45–48 |
| 11  | Czułe pożegnanie. Część pierwsza (2023) | A Fond Farewell, Part One (2022) | Deadly Class #49–52 |
| 12  | Czułe pożegnanie. Część druga (2023)    | A Fond Farewell, Part Two (2022) | Deadly Class #53–56 |